# Erminio di Lobbes
Erminio di Lobbes, latino Erminus (VII secolo – Lobbes, 25 aprile 737), è stato un vescovo e abate franco.

## Biografia
Originario della zona di Laon, studiò nella scuola cattedrale di Laon e fu ordinato prete dal vescovo di Laon, Madelgario. La sua reputazione di santità giunse a Lobbes dove fu invitato presso l'Abbazia di san Pietro dall'abate Ursmaro di Lobbes.
Entrato nell'abbazia divenne discepolo di Ursmaro che lo propose come successore nel 711. Eletto abate dalla comunità monastica dopo la morte di Ursmaro, nel 713, lasciò una reputazione di saggezza e di santità.

## Culto
Il suo biografo, Ansone di Lobbes (†800), gli attribuisce anche il dono della preveggenza. Morì a Lobbes il 25 aprile 737 e la sua salma fu inumata nella cripta della Collegiale di Sant'Ursmaro. Il suo sarcofago, ben conservato, ne è una delle attrazioni.
La memoria liturgica di sant'Erminio cade il 25 aprile.